# Горбачёв, Дмитрий Филиппович
Дмитрий Филиппович Горбачёв (1919—1944) — участник Великой Отечественной войны, командир роты 27-й гвардейской танковой бригады (27-я армия, 2-й Украинский фронт), гвардии капитан. Герой Советского Союза (1945).

## Биография
Родился в 1919 году в деревне Кузьминичи Добрушского района Гомельской области Белоруссии.
До войны учился в станице Манычской и pаботал механизатором в Манычской МТС Багаевского pайона Ростовской области.
В боях Великой Отечественной войны с 1941 года. Командир роты танковой бригады гвардии капитан Дмитрий Горбачёв отличился 20 августа 1944 года при прорыве вражеской обороны в районе города Яссы (Румыния). Рота уничтожила 3 танка, 14 орудий, 16 пулемётов, 18 миномётов и много гитлеровцев.
Погиб 22 сентября 1944 года в г. Турда Румыния.

## Награды
- Указом Президиума Верховного Совета СССР 24 марта 1945 года присвоено звание Героя Советского Союза (посмертно).
- Награждён орденом Ленина и медалями.

## Память
- Именем Героя названы школа в станице Манычской и площадь в районном центре — станице Багаевской[1].
- Мемориальная доска в память о Горбачёве установлена Российским военно-историческим обществом на школе в станице Манычская, где он учился.